# Hesydrus caripito
Espèce
Hesydrus caripito est une espèce d'araignées aranéomorphes de la famille des Trechaleidae.

## Distribution
Cette espèce se rencontre au Venezuela, en Colombie et au Pérou.

## Description
La carapace de la femelle holotype mesure 4,9 mm de long sur 5,0 mm de large.
Le mâle décrit par Silva et Lise en 2009 mesure 6,78 mm de long sur 6,65 mm de large pour une longueur totale de 12,36 mm.

## Étymologie
Son nom d'espèce lui a été donné en référence au lieu de sa découverte, Caripito.

## Publication originale
- Carico, 2005 : Revision of the spider genus Hesydrus (Araneae, Lycosoidea, Trechaleidae). Journal of Arachnology, vol. 33, p. 785-796 (texte intégral).